# Magical Princess Minky Momo
Magical Princess Minky Momo (魔法のプリンセス ミンキー モモ, Mahō no Purinsesu Minkī Momo) é uma franquia e série de anime do gênero garota mágica.

## Enredo
Gigi (Momo na versão original) é a princesa de "Fenarinarsa" (フェナリナーサ, Fenarināsa), "a terra dos sonhos no céu". Fenarinarsa é o lugar onde vivem os personagens de contos de fadas. Mas pode desaparecer, porque as pessoas da Terra perderam seus sonhos e esperanças. O Rei e a Rainha de Fenarinarsa mandam sua filha Momo à Terra para ajudar as pessoas a recuperar suas esperanças. E então Momo se torna a filha de um casal sem filhos, e é acompanhada pelo cão (Sindbook), o macaco (Mocha) e pássaro (Pipil). Na Terra, Momo tem a aparência de uma adolescente. Para ajudar o planeta recuperar seus sonhos e esperanças, Momo se transforma em uma adulta, com várias profissões, tais como (Aeromoça, Oficial de Polícia, Treinadora de Futebol, veterinária, e muitos mais). Cada vez que Momo consegue trazer felicidade para a pessoa afetada, a coroa Fenarinarsa brilha. Quando a coroa brilha quatro vezes, uma joia aparece na coroa de Fenarinarsa. Depois que doze joias aparecem, Fenarinarsa voltará a superfície da Terra.
Mais tarde na série, no entanto, a tarefa é deixada incompleta quando ela perde seus poderes mágicos e, em seguida, sua própria vida. Ela é reencarnada como um bebê, a filha verdadeira do casal na Terra. Agora, ela tem seu próprio sonho a realizar. Ela também tem um lagarto chamado Kadzilla que ajuda ela e seus aliados derrotar uma sombra do mal que tinha sido a fonte dos problemas das pessoas que ela tinha ajudado.
A segunda série tem um enredo semelhante, porém esta Momo vem de "Marinarsa" (マリンナーサ, Marināsa), a "terra de sonhos no fundo do mar". Nesta série, ela vai acompanhada por Cookbook (o cão), Lupipi (o pássaro) e Charmo (macaco) e desfruta de uma vida feliz na terra. Semelhante à série anterior, ela é adotada por um casal sem filhos que se tornaram seus pais na terra e ela usou sua magia para trazer felicidade para muitas pessoas.
Depois na segunda série, Momo e sua família se tornam refugiados. Ela entende que as pessoas tem poucas esperanças e sonhos agora. Ela finalmente se encontra com a personagem Momo da primeira série e finalmente, decide salvar todos os restantes de sonhos e esperanças, usando sua magia contra muitos problemas sociais. Apesar de seus esforços no entanto, todos os personagens de contos de fadas mágicos começam a desaparecer. O Rei e a Rainha da Marināsa decidem fugir da Terra, mas Momo decide ficar para trás, a fim de realizar o sonho de ter um filho, acreditando que as esperanças e sonhos nunca ficam realmente perdidos.

## Produção
A primeira série de anime de Momo, muitas vezes chamada de Sora Momo ("Momo do Céu"), estreou em 1982 e os designs dos personagens foram feitos por Toyoo Ashida. A segunda série de Momo, muitas vezes chamada de Umi Momo ("Momo do Mar"), estreou em 1991. Foram os primeiros anime do gênero garota mágica criados pela Ashi Productions.
As duas séries de Momo compartilham o mesmo título, exceto o título oficial da segunda parte da segunda série de Momo que é Magical Princess Minky Momo: Embracing the Dream (魔法のプリンセス ミンキー モモ: 夢を抱きしめて, Mahō no Purinsesu Minkī Momo: Yume o Dakishimete, A Mágica Princesa Minky Momo: Abraçando o Sonho).
A protagonista é uma garota mágica chamada Minky Momo em ambas as séries Momo, mas são pessoas diferentes. (Umi Momo não é uma continuação de Sora Momo em um sentido comum).
Enquanto isso seria um exagero comparar Minky Momo com Momotarō do folclore japonês, é interessante notar que Momotarō também tinha, como companheiros, um pássaro, um macaco e um cão. A escolha do nome e companheiros era quase indubitavelmente uma referência deliberada de Momotarō. "Momo", aliás, significa "pêssego".
O 46º episódio do anime se tornou infame devido a Momo sofrer um atropelamento fatal por um caminhão que carregava brinquedos. De acordo com Takeshi Shudo, roteirista do anime original, o desfecho trágico da protagonista se deu como resposta a um corte no investimento de uma empresa de brinquedos na obra mesmo apesar das altas avaliações recebidas, o que causou revolta por parte da Ashi Productions, matando a personagem como retaliação. 

## Lançamentos
Quatro OVAs foram lançados até agora: Magical Princess Minky Momo: Yume no naka no Rondo (1985), Magical Princess Minky Momo: Hitomi no Seiza (1987), Minky Momo: Yume ni Kakeru Hashi (1993) e Minky Momo: Tabidachi no Eki (1994). Os dois últimos não foram chamados de Magical Princess Minky Momo mas sim apenas Minky Momo (ela não é uma garota mágica mais nessas histórias).
Atualmente a terceira série Momo existe somente no mangá (Miracle Dream Minky Momo), E apresenta Momo de um reino terrestre.  Ainda não foi decidido, mas é possível que haverá um terceiro anime de Momo.  Takeshi Shudo já falou sobre como a terceira Momo deve ser.
O OVA intitulado Gigi and the Fountain of Youth que foi lançado originalmente no Japão em 1985, e ganhou duas versões e com finais diferentes, uma japonesa e outra americana. A versão japonesa é mais completa e dá sequencia à série, já a americana é um roteiro fictício, possivelmente criado para distribuição nos países em que a série de anime não havia chegado.
Apesar da série ser bem popular no Japão, Europa e América Latina, somente o OVA de 1985, Yume no naka no Rondo, foi lançado nos Estados Unidos, dublado em Inglês produzido pela Harmony Gold e lançado pela Celebrity Home Entertainment, com o título de Gigi and the Fountain of Youth. Rebecca Forstadt (sob o pseudônimo Reba West) dublou Gigi (Momo). Como a maioria das dublagens americanas durante o seu tempo, esta versão foi fortemente editada, com um enredo alterado, o diálogo reescrito, e uma trilha sonora diferente (todas as trilhas sonoras japoneses originais foram substituídas por novas canções em Inglês).

## Nos Países Lusófonos
A primeira série sob o título de Gigi chegou em Portugal através da falecida Europa Television na RTP1, junto com o OVA de 1985 na dobragem americana produzida pela Harmony Gold a tradução e legendagem foram feitas por Luz Mendes. A segunda série foi emitida pelo Canal Panda em 2008 sob o título de Minky Momo com dobragem portuguesa.
No Brasil o OVA de 1985 intitulado Gigi e a Fonte da Juventude foi lançado em 1987 no formato VHS, sendo uma versão dublada da americana. Foi dirigido por Hiroshi Watanabe, é uma parceria do Estúdio Ashi Productions com a produtora Harmony Gold U.S.A. Inc..